# Maro (rạn san hô)
Rạn san hô Maro (tiếng Anh: Maro Reef, tiếng Hawaii: Nalukākala) là một phức hợp các hệ thống san hô hình mắt lưới thuộc quần đảo Tây Bắc Hawaii. Trong tiếng Hawaii, Nalukākala nghĩa là "các đợt sóng vỗ cuồn cuộn" do có nhiều lớp sóng vỡ phía trên rạn san hô. Thuyền trưởng Joseph Allen của tàu săn cá voi Maro khám phá ra thực thể này vào tháng 6 năm 1820 sau khi ông tìm ra các đỉnh nhọn Gardner.

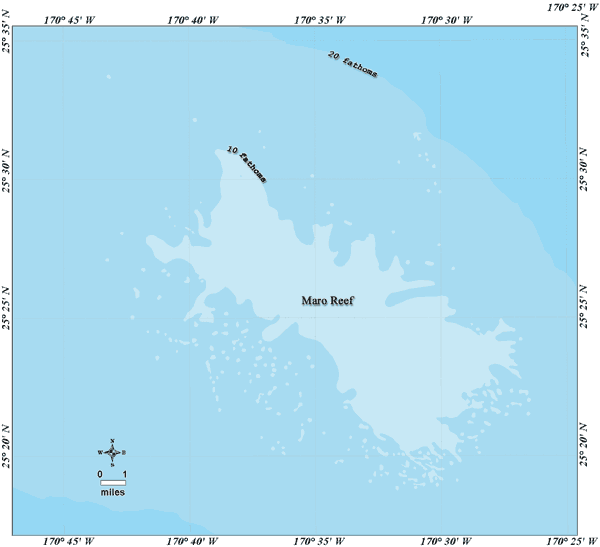
Bản đồ rạn san hô Maro

Maro là một rạn san hô (có thể xem là một cấu tạo kiểu mặt bằng hay rạn vòng) dạng hình bầu dục có kích thước 45 x 29 km và diện tích là 1.934 km², lớn nhất quần đảo Tây Bắc Hawaii. Khu vực này vẫn bị ngập sóng khi thủy triều xuống trừ một khối san hô trên mào rạn nhô lên khỏi mặt nước khi thủy triều xuống.
Rạn Maro có sự phong phú về số lượng loài san hô hơn hẳn các hệ thống san hô khác trong quần đảo Tây Bắc Hawaii. Các nhà khoa học thống kê được đến 37 loài san hô cứng tại đây, trong đó loài Montipora capitata chiếm ưu thế tại sườn dốc và chân rạn còn Porites compressa, Pavona duerdeni, Porites lobata và các loài thuộc chi Montipora phổ biến tại đỉnh của sườn dốc. Tại các vùng nước mặt thoáng, người ta quan sát thấy Caranx ignobilis (cá vẫu) và Caranx melampygus (cá cam khế). Tại vùng nước nông, ngoài một số lượng lớn cá bướm và cá đuôi gai thì còn có nhiều đàn cá mập Galapagos.